# Dunagaha
Dunagaha er en landsby i Gampaha District i Sri Lanka. Landsbyen ligger omkring 14 km fra Gampaha, og 15 km fra Negombo.